# 間大西洋アクセント
間大西洋アクセント（かんたいせいようアクセント、英: Mid-Atlantic accent, Transatlantic accent）は、米国英語と英国英語の発音を混ぜ合わせて「標準的」にした英語のアクセントである。

## 概説
主に20世紀前半の米国上流階級で用いられたが、このアクセントは米国のどの地域方言のアクセントとも一致しない。米国上流階級、演劇、1930年代から1940年代の映画産業などでよく用いられ、主に米国北東部の上流階級の師弟の集う寄宿制学校、また演劇学校などで教えられていた。第二次世界大戦後に急速に廃れた。
同時代のカナダで用いられた似たアクセントに「カナダ佳話（Canadian Dainty）」があるが、歴史的経緯が異なる。

## 歴史的用法

### エリートによる使用
20世紀初頭、米国の話術は語の発音の詳細よりも、歌うようなイントネーション、長くビブラートのかかった母音、共鳴の強調に重点があった。しかし、この時代の話術が英国上流階級風でr化しない英国発音を模倣しようとしていたことは明白である。社会言語学者のウィリアム・ラボフは、英国容認発音、語末のrを発音しない発音が、米国の話術・演劇・発声の学校で正しく国際的な発音として教えられていたと指摘している。
オハイオの学校に通ったウィリアム・タフト大統領、オハイオとミシガンで育ったトーマス・エジソンはr化アクセントを用いている。オハイオのウィリアム・マッキンリーとニューヨークのグロバー・クリーブランドがr化なしの上流階級的・間大西洋的アクセントを用いていることは明白である。rが発音される時、彼らは必ず歯茎震え音や叩き音で発音しさえした。これは古風で飾った発音である。マッキンリーの後任であるセオドア・ルーズベルトはrを常に震え音で発音するわけではなかったが、ニューヨーク訛りと共にr化なしの発音を用いている。

### 演劇・映画における使用
1930-40年代のアメリカ映画ではベティ・デイヴィスやキャサリン・ヘプバーン、タイロン・パワーなどの台詞回しが典型的なものとされる。

### 現代における使用
上流階級の標準としての間大西洋アクセントはほとんど消えてしまったが、歴史的な、あるいはスタイル上の効果をもたらすために近年のメディアで用いられることがある。

## 音韻
間大西洋アクセントは「正しい」発音として、アメリカの発声の授業において丁寧に教えられており、1960年代以前は舞台発音としても教えられていた。また、歴史的な人物を演じる目的で、現在でも俳優に教えられることがある。発声家のイーディス・スキナー (Edith Skinner) は、間大西洋アクセントを以下に示すように体系化した。この体系は20世紀前半に演劇学校で広く教えられていた。

### 母音
| 単母音          | 単母音                         | 単母音                              |
| --------------- | ------------------------------ | ----------------------------------- |
| 類音            | 間大西洋アクセントにおける実現 | 単語例                              |
| /æ/             | [æ]                            | trap                                |
| /æ/             | [a]                            | bath                                |
| /ɑː/            | [ɑː]                           | blah, father                        |
| /ɒ/             | [ɒ]                            | lot, top, wasp, what                |
| /ɒ/             | [ɒ]                            | dog, loss, cloth                    |
| /ɔː/            | [ɔː]                           | all, bought, taught, saw            |
| /ɛ/             | [ɛ~e]                          | dress, met, bread                   |
| /ə/             | [ə]                            | about, syrup, arena                 |
| /ɪ/             | [ɪ~ɪ̈]                          | hit, skim, tip                      |
| /iː/            | [iː]                           | beam, chic, fleet                   |
| /ʌ/             | [ɐ]                            | bus, flood                          |
| /ʊ/             | [ʊ]                            | book, put, should                   |
| /uː/            | [uː]                           | food, glue, flew                    |
| 二重母音        |                                |                                     |
| /aɪ/            | [äɪ]                           | ride, shine, try bright, dice, pike |
| /aʊ/            | [ɑʊ]                           | now, ouch, scout                    |
| /eɪ/            | [eɪ]                           | lake, paid, rein                    |
| /ɔɪ/            | [ɔɪ]                           | boy, choice, moist                  |
| /oʊ/            | [oʊ]                           | goat, oh, show                      |
| R化母音         |                                |                                     |
| /ɑːr/           | [ɑː]                           | barn, car, park                     |
| /ɪər/           | [ɪə]                           | fear, peer, tier                    |
| /ɛər/           | [ɛə]                           | fare, pair, rare                    |
| /ʊər/           | [ʊə]                           | poor, sure, tour                    |
| /oər/ and /ɔːr/ | [ɔə]                           | bore, torn, short                   |
| /ɜːr/           | [ɜː~əː]                        | burn, first, herd                   |
| /ər/            | [ə]                            | doctor, martyr, surprise            |

### 子音
| Nasal       | m  | n  | ŋ |   |   |   |   |   |   |
| Stop        | p  | b  | t | d | k | ɡ |   |   |   |
| Affricate   | tʃ | dʒ |   |   |   |   |   |   |   |
| Fricative   | f  | v  | θ | ð | s | z | ʃ | ʒ | h |
| Approximant | l  | ɹ  | j | ʍ | w |   |   |   |   |

- /w/と/wh/の発音が区別される。
- /t/ は子音が後続する場合声門閉鎖音 [ʔ]として発音されうる。grateful : IPA: [ˈɡɹeɪʔfɫ̩] ( 音声ファイル). そうでないときは [t] と発音される。 General Americanとは異なり、/t/ と /d/ は弾音化しない。例えば、winter [ˈwɪɾ̃ɚ] と winner [ˈwɪnɚ] の発音は区別される[要出典]。
- /j/の脱落は子音連続の後か、/r/の後に起こる。 /s/ と /l/の直後では必ずしも脱落するとは限らない。[7][8] 口蓋化がおこらず、たとえばduke の発音は (IPA: [djuːk] ( 音声ファイル)) であり、(IPA: [dʒuːk] ( 音声ファイル))ではない。[9]

## 発音パタン
- 接尾辞の-day は [deɪ] とも [dɪ] とも発音されうる。[10]